# 民主黨 (阿根廷)
民主黨(西班牙語：Partido Demócrata)，是阿根廷的保守政党，成立于1931年，在成立時被稱為国家民主党（西班牙語：Partido Demócrata Nacional），有时也简称为保守党（西班牙語：Partido Conservador）。一般认为该党是国家自治党的继承者。
1932年至1943年间，国家民主党与反人格主义激进公民联盟和独立社会党结成协和同盟，利用大规模的选举操控连续执政。这段时期在阿根廷历史中被称为“臭名昭著的十年”。
国家民主党基于各省的保守党派成立，其领袖包括科尔多瓦民主党的小胡利奥·阿亨蒂诺·罗加和吉列尔莫·罗特、布宜诺斯艾利斯保守党的曼努埃尔·弗雷斯科和鲁道夫·莫雷诺、门多萨自由党的里卡多·魏地拉和吉尔韦托·苏亚雷斯·拉戈、萨尔塔进步民主党的罗武斯蒂亚诺·帕特龙·科斯塔斯等。
国家民主党代表着日渐衰落的阿根廷保守派。1946年未能加入民主联盟后，国家民主党元气大伤，最终解散了。在一些省份中，国家民主党的机构存活了下来，形成了门多萨民主党和联邦首都民主党等党派。全国性的机构则分裂为数个政治组织，例如人民保守党，其成员比森特·索拉诺·利马在1973年3月总统选举中当选为副总统。

## 历史

国家民主党采用的蓝色旗帜。

國家民主黨時期使用的黨徽

1912年，规定了强制性不记名投票制的萨恩斯·培尼亚法获得通过，引发了巨大的政治变革。激进公民联盟成为了执政党，而自由-保守派则渐渐衰落，分裂成多个派系。激进党领袖伊波利托·伊里戈延被1930年政变推翻后，独裁政权取缔了激进党（特别是伊里戈延派），并建立起了一个依赖于选举欺诈的体制。
在这样的环境下，保守派成立了国家民主党，并与激进党反伊里戈延派（即反人格主义激进公民联盟）和社会党的一个派系（即独立社会党）结成协和同盟。依靠选举欺诈和禁止激进党参选，协和同盟在1931年选举中胜利，国家民主党成为执政党。
此后，国家民主党巩固了自身在国家机关中的地位，而才华横溢的律师们和与保守派存在利益联系的考迪罗们扩大了国家民主党在地方上的影响力。然而，由于公民们敌视在“臭名昭著的十年”间统治国家的“爱国的骗子”，国家民主党的影响力受到了限制。1935年11月，科尔多瓦民主党人在省选举中输给激进党考迪罗阿马德奥·萨瓦蒂尼，此后在1938年，协和同盟提名了激进党人罗伯托·马塞利诺·奥尔蒂斯为总统候选人。奥尔蒂斯在1940年对布宜诺斯艾利斯省执行了联邦干涉，罢免了曼努埃尔·弗雷斯科州长，而弗雷斯科是当时国内最大保守派势力的领袖。奥尔蒂斯安排反人格主义激进党人接替了弗雷斯科。
局势在1940年稍微的逆转了，奥尔蒂斯总统的过世使得国家民主党人拉蒙·卡斯蒂略副总统接任总统，以便完成奥尔蒂斯的任期。然而，卡斯蒂略在1943年6月4日被政变推翻，这就是所谓的四三革命。政变后，一种基于工会（大多具有社会党或革命工团主义背景）的政治流派——庇隆主义崛起，其领袖为胡安·庇隆上校。
军政府在1946年2月24日举行了自由选举。选举中出现了两个联盟：由激进公民联盟领导的民主联盟和庇隆派。国家民主党申请加入民主联盟，却被激进党拒绝，不得不独自参加选举。不过，国家民主党并未提名候选人，而是建议支持者为民主联盟的候选人何塞·P·坦博里尼和恩里克·莫斯卡投票。未提名候选人加剧了国家民主党的分裂，一些著名的国家民主党领袖甚至亲自将选票投给了胡安·庇隆和奥滕西奥·基哈诺。只有一名国家民主党人在这场选举中当选为众议员，即雷纳尔多·帕斯托尔，此人是1951年选举中国家民主党的总统候选人，选举搭档为比森特·索拉诺·利马。
国家民主党不仅支持了1955年推翻胡安·庇隆政府的政变，还参与了解放革命（1955年-1958年）中成立的独裁政权。有四名党员参加了“国家咨询委员会”（西班牙語：Junta Consultiva Nacional），分别是何塞·阿吉雷·卡马拉、鲁道夫·科罗米纳斯·塞古拉、阿道弗·穆希卡和雷纳尔多·帕斯托尔。
1958年总统选举前，国家民主党便因无法维持党内团结，分裂成了多个全国政党及省内政党。从此，保守派再也没能组织起团结全国保守派的政党。一些全国政党，如人民保守党、民主党和中间民主党，被认为是国家民主党的继承者。
2019年時，民主黨在61年的沉寂後重新活耀於政壇中，民主黨加入了自由前進選舉聯盟，此選舉聯盟在2023年推派哈維爾·米萊和维多利亚·比利亚鲁埃尔作為正副總統候選人，最後在2023年大選中當選正副總統。民主黨也在此次大選中獲得7名眾議院席次。

## 选举结果
|  | 29.14 % |

|  | 35.9 % |

|  | 31.09 % |

|  | 37.8 % |

|  | 1.54 % |

|  | 0.00 % |

|  | 2.33 % |

|  | 1.42 % |